# Gaj nad Mariborom
Gaj nad Mariborom je naselje  v Mestni občini Maribor ki spada v krajevno skupnost Bresternica - Gaj.
Naselje leži na vzhodnem koncu hribovja Kozjak na nadmorski višini 583 m.  V centru vasi je župnijska cerkev Svetega križa, okrepčevalnica Hauptman, šolska zgradba, nekdanja upravna stavba (sprva duhovnija, šolska zgradba in župnišče). Na obodu vasi pa so pokopališče, igrišče, stanovanjske hišei n kmetije ter kmečki turizem. Sicer naselje Gaj nad Mariborom sestavljajta še zaselka Šober in Zgornji Slemen.

## Zgodovina in sedanjost
Vas se je na tem območju oblikovala predvsem zaradi sakralnih stavb, prva je bila na mestu današnje mogočne cerkve, po sicer nepreverjenih virih, postavljena že v 13. stoletju. Leta 1786 je bila na ozemlju naselja ustanovljena samostojna duhovnija, leta 1891 je bila povzdignjena v župnijo. Duhovnija je vse do leta 1859 spadala v škofijo Gradec-Seckau, tega leta pa je, po zaslugi škofa A. M. Slomška, prešla pod Lavantinsko-Mariborsko škofijo in zato je po prvi svetovni vojni naselje ostalo slovensko. V prelomnem letu 1859 je imela duhovnija sicer  864 prebivalcev, enega stalnega duhovnika in dva stalna učitelja. V Avstro-Ogrski monarhiji in tudi kasneje v Kraljevini Jugoslaviji je bilo naselje samostojno upravno središče (občina), ki je spadalo pod Mariborsko okrajno glavarstvo - levi breg in okrajno sodnijo Maribor-levi breg. V tem času je bilo v naselju tudi zelo živahno kulturno (v letu 1887 ustanovljeno bralno društvo) in gospodarsko (v letu 1899 Kozjaška posojilnica) življenje. Povezanost duhovnega  in upravnega se je videla tudi v imenu, saj se je naselje in vas do konca druge svetovne vojne imenovala  sv. Križ nad Mariborom.
Po drugi svetovni vojni je sledilo vsesplošno nazadovanje kraja. Med vojno je bilo, s strani partizanov, popolnoma uničeno župnjišče, hudo poškodovana šolska zgradba in gostilna Hauptman. Po vojni so šolo in gostišče sicer obnovili, a kraj je bil v okviru upravne ureditve močno zapostavljen. Prva leta po vojni je sicer s šolo, pošto, trgovino in več gostilnami doživel vzpon, vendar se je že kmalu začelo izseljevanje ljudi in zapiranje ustanov. Leta 1955 so oblasti, po zakonu iz leta 1948, spremenili ime kraja iz sv. Križ nad Mariborom v Gaj nad Mariborom. Za vas in naselje je gotovo najbolj žalostna letnica 1989, ko je, v takrat že podružnični šoli, prenehal pouk. Danes kraj počasi spet raste v vseh pogledih, pred nekaj leti so obnovili tudi skoraj opuščeno Hauptmanovo gostilno, ki spet obratuje. Ob nekaj kmečkih turizmih in dveh planinskih domovih v naselju (dom Obrtnik na Tojzlovem vrhu (703 m nadmorske višine) in planinska koča na Žavcarjevem vrhu (na nadmorski višini 915 m)) kraj in njegovi prebivalci iščejo nove priložnosti. Naselje je v Mestni občini Maribor s svojim mirom, neokrnjeno naravo in gostoljubnostjo svojevrstna posebnost in pravi biser.

## Kulturna dediščina

### Župnijska cerkev Svetega križa
Točna letnica postavitve prve cerkve ni znana. Že v 12. in 13. stoletju so na tem območju najverjetneje živeli ljudje krščanske vere, ki so na ozemlju današnje cerkve,  zelo verjetno, v 13. stoletju postavili prvo kapelico v kateri so duhovniki iz Maribora in kasneje iz Kamnice opravljali bogoslužje. Današnja kamnita prižnica v cerkvi na sebi nosi  vklesano letnico 1493 (letnica je sicer precej zamazana, tako da je branje zelo oteženo), kar pomeni, da je bila v 15. stoletju tukaj že postavljena spodobna sakralna zgradba. Kapelica je bila večkrat prezidana in popravljena najodličnejša pa je bila prezidava v letu 1884, izgled te prezidave je cerkev ohranila vse do danes. Cerkev danes meri 26 m v dolžino, 6 m in 10 cm v širino in 14 m in 48 cm v višino, brez zvonika. Zvonik je sicer  najstarejši del cerkve v njem pa so trije zvonovi (največji je posvečen sv. Križu, tehta  858 kg in je uglašen na ton F 1; srednji je posvečen bl. A. M. Slomšku, tehta 420 kg ter je uglašen na ton A 1 in najmanjši tehta 246 kg ter je posvečen Materi Božji in uglašen na ton C). Večja dva sta bila kupljena in potegnjena v zvonik v nedeljo, 20. maja 2007, (posvetil jih je takratni nadškof Franc Kramberger), sicer sta bila vlita v livarni v Innsbrucku. Najmanjši zvon je bil prelit v letu 1841 in je "preživel" obe svetovni vojni. Cerkev ima zgolj dva oltarja. Glavni oltar je posvečen sv. Križu in je bil blagoslovljen v letu 1851. Skulpturi apostola Janeza in Device Marije ob glavni svetinji, sv. Križu, sta delo kiparja Veita Königerja. Stranski oltar Device Marije je bil postavljen po obnovi l. 1884 in domuje v stranski kapeli. Po Drugem vatikanskem koncilu je bil  glavnemu oltarju dodan še daritveni oltar, po novih liturgičnih predpisih. Do leta 1855 je bilo  pokopališče urejeno okoli cerkve, tistega leta pa so ga, po reformah Marije Terezije, prestavili na bližnji "Pipužev vrh", kjer so postavili tudi kapelico sv. Janeza Nepomuka.

### Nova šolska zgradba
Pred letom 1898 je vzgojno učni proces v naselju potekal v stari tesni, nekoliko predelani, cerkovnikovi hiši, ki že davno ni več ustrezala novim zahtevam šolstva. Sicer ni mogoče natančno določiti kdaj se je v naselju začelo poučevanje po nekaterih ocenah je staro okoli 200 let. Vaški veljaki, na čelu s Svitoslavom Hauptmanom, ki je tudi podaril zemljišče za novo šolsko zgradbo, so se odločili postaviti novo stavbo namenjeno zgolj in samo potrebam šolstva. Nova, enonadstropna, šolska zgradba je bila slovesno odprta in blagoslovljena v torek, 1. novembra 1898. Šolska zgradba je bila za tiste čase zelo mogočna (v dolžino 18 m, v širino 12 m). Obsegala je tri učne sobe, konferenčno sobo - zbornico, sobo za učitelja - kabinet in stanovanje za šolsko slugo. Nekdanje poslopje šole so sprva namenili za nadučiteljevo stanovanje, kasneje pa se je v to stavbo naselila občinska uprava. Nova šola ni stala zelo veliko, saj so krajani veliko materjala prispevali sami, ob tem pa so poprijeli tudi za marsikatero delo na gradbišču. Dela je  vodil gradbenik Jožef Pavlič in Lučan. Šola v kraju je z odprtjem nove stavbe postala dvorazredna, do začetka druge svetovne vojne pa nato že štirirazredna, saj so stanovanje šolskega sluge preuredili v dodatno učno sobo. 18. avgusta 1944 so stavbo požgali partizani, vendar je bila po vojni obnovljena. Po drugi svetovni vojni je šola sprva delovala kot samostojna državna osnovna šola, pozneje kot podružnica OŠ v Kamnici, dokler ni bila leta 1989 ukinjena. Od takrat služi kulturnemu življenju kraja, v njej se zbirajo krajani željni kulturnega političnega in tudi športnega udejstvovanja.